# Дубіушка
Дубіушка (рум. Dubiușca) — село у повіті Сучава в Румунії. Входить до складу комуни Бродіна.
Село розташоване на відстані 377 км на північ від Бухареста, 65 км на захід від Сучави.

## Населення
За даними перепису населення 2002 року у селі проживали 66 осіб.
Національний склад населення села:
| Національність | Кількість осіб | Відсоток |
| -------------- | -------------- | -------- |
| українці       | 37             | 56,1%    |
| румуни         | 29             | 43,9%    |

Рідною мовою назвали:
| Мова       | Кількість осіб | Відсоток |
| ---------- | -------------- | -------- |
| українська | 37             | 56,1%    |
| румунська  | 29             | 43,9%    |